# قائمة المدارس في السعودية

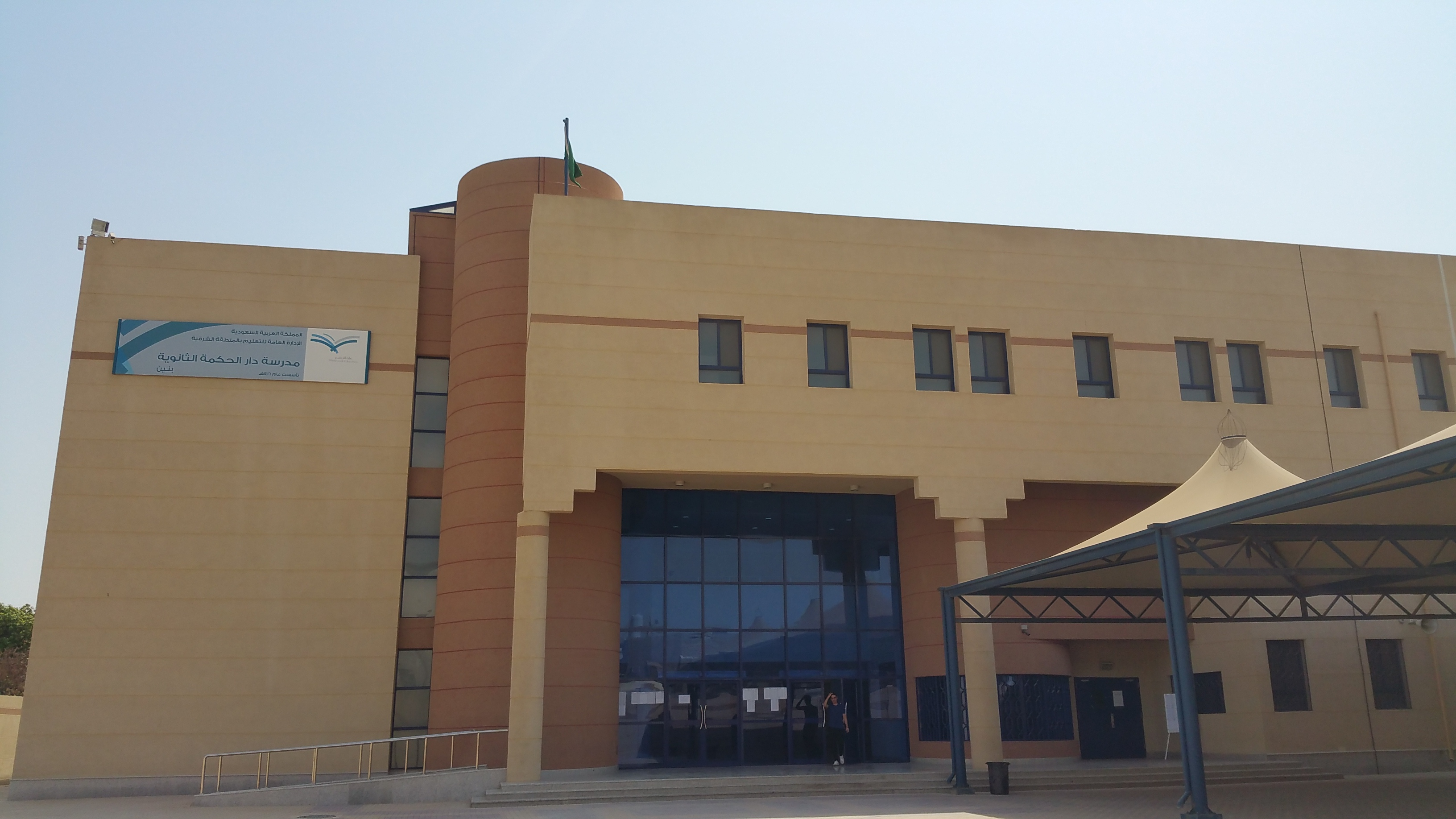
الواجهة الأمامية لمدرسة دار الحكمة بالقطيف، إحدى المدارس التي انتقلت إلى المباني الحديثة ضمن خطة عمل وزارة التربية والتعليم.

تحتوي هذه القائمة على المدارس الابتدائية، المتوسطة والثانوية في المملكة العربية السعودية. المدارس ذات التعليم الثالثي قد تم إدراجها ضمن قائمة جامعات السعودية.

## مدارس على مستوى المملكة

### عالمية
- مدرسة الواحة العالمية
- مدرسة بلادي العالمية
- مدارس الآفاق العالمية
- مدرسة التوحيد الدولية
- مدرسة النبلاء العالمية
- مدرسة الواحة العالمية
- مدرسة بلادي العالمية
- مدرسة زهرة الصحراء العالمية
- مدرسة ينبع الدولية
- مدرسة الأندلس الدولية
- منارة جدة الدولية

- المدرسة الألمانية الدولية (الرياض)
- المدرسة الأمريكية الدولية (الرياض)
- المدرسة الإبتدائية البريطانية الظهران
- المدرسة الباكستانية الدولية (الرياض)
- المدرسة الباكستانية الدولية (بريدة)
- المدرسة الباكستانية الدولية (جدة)
- المدرسة الباكستانية الدولية الإنجليزية (جدة)
- المدرسة البريطانية الدولية (الرياض)
- المدرسة البريطانية الدولية الخبر
- المدرسة البريطانية الدولية في تبوك
- المدرسة الثانوية الفرنسية الصندوق المتعدد الأطراف الخبر
- المدرسة الدولية الباكستانية (الخبر)
- المدرسة الدولية البنجلاديشية (الدمام)
- المدرسة الدولية الفلبينية في الخبر
- المدرسة الدولية الهندية (الرياض)
- المدرسة الفرنسية الدولية (الرياض)
- المدرسة الفرنسية العالمية (جدة)
- المدرسة الفلبينية العالمية (الرياض)
- المدرسة الفلبينية العالمية (جدة)
- المدرسة الفلبينية العالمية الثانية
- مدرسة الفلاح الدولية (جدة)
- مدرسة الموارد الدولية
- مدرسة النبلاء العالمية
- مدرسة الواحة العالمية
- مدرسة اليسر العالمية
- مدرسة بلادي العالمية
- مدرسة دوحة العلوم العالمية
- مدرسة زهرة الصحراء العالمية
- مدرسة هدى النور العالمية
- مدرسة ينبع الدولية
- منارة جدة الدولية

- المدرسة الهندية الدولية (الدمام)
- المدرسة الهندية العالمية (جدة)
- المدرسة اليابانية في جدة

- المدرسة الإبتدائية البريطانية الظهران
- المدرسة البريطانية الدولية (جدة)
- المدرسة البريطانية الدولية الخبر
- المدرسة البريطانية الدولية في تبوك

- مدرسة الشرق الأوسط الدولية الجديدة، الرياض
- مدرسة الواحة العالمية
- مدرسة بلادي العالمية
- منارة جدة الدولية

- المدرسة البريطانية الدولية (الرياض)

- المدرسة الباكستانية الدولية (الرياض)
- المدرسة الباكستانية الدولية (بريدة)
- المدرسة الباكستانية الدولية (جدة)
- المدرسة الدولية الباكستانية (الخبر)

### خاصة
- مدارس سعد الأهلية
- مدارس نجد الأهلية

### أخرى
- مجمع الملك سعود التعليمي
- محمد بن عبد الرحيم الصديقي
- مدارس المجموعة العالمية
- مدارس المسار المصري
- مدرسة أحمد الصانع
- مدرسة التجارة المتوسطة
- مدرسة العلوم الشرعية
- مدرسة الفلاح
- مدرسة المحمودية
- مدرسة تحضير البعثات
- مدرسة دار التوحيد

- المؤسسة السعودية للثقافة الشعبية

- ثانوية طيبة

## مدارس في المدينة المنورة
- المدرسة المنصورية (المدينة المنورة)
- المدرسة الناصرية (المدينة المنورة)
- مدرسة الصحراء (المدينة المنورة)

## مدارس في الظهران

### دولية
- المدرسة الإبتدائية البريطانية الظهران.

### خاصة
- مدارس الظهران الأهلية
- مدرسة الظهران

## مدارس في الجبيل
- مدرسة الجبيل الأكاديمية الدولية

## مدارس في الخبر
- المدرسة البريطانية الدولية الخبر
- المدرسة الثانوية الفرنسية الصندوق المتعدد الأطراف الخبر

- المدرسة الدولية الباكستانية (الخبر)
- المدرسة الدولية الفلبينية في الخبر

## مدارس في القطيف
- مدرسة دار الحكمة الثانوية. [1]

## مدارس في الدمام
- مجموعة المدارس الدولية

## مدارس في الرياض
- مدارس دلتا

### مدارس هندية
- مدرسة العلياء العالمية
- مدرسة الياسمين العالمية
- مدرسة ألف العالمية
- المدرسة الدولية الهندية
- مدرسة الشرق الأوسط الحديثة العالمية
- مدرسة يارا العالمية
- مدرسة دار التسلام العامة بدلهي العالمية
- مدرسة سيفا العالمية
- مدرسة الكثبانن العالمية، أبو ظبي
- مدرسة الروضة العالمية
- مدرسة المنار العالمية

### مدارس عالمية
- مدارس العروبة العالمية
- مدرسة سعود العالمية
- المدرسة السعودية العربية متعددة الجنسيات العالمية
- المدرسة الأمريكية العالمية
- مدرسة إيكولا الفرنسية العالمية
- مدرسة الرياض متعددة الجنسيات.

- المدرسة الألمانية الدولية
- المدرسة الأمريكية الدولية
- المدرسة الباكستانية الدولية
- المدرسة البريطانية الدولية

- المدرسة الدولية البنجلاديشية القسم الإنجليزي
- المدرسة الدولية الهندية
- المدرسة الفرنسية الدولية
- المدرسة الفلبينية العالمية
- المدرسة الفلبينية العالمية الثانية
- المدرسة اليابانية بالرياض

- مدرسة الشرق الأوسط الدولية الجديدة

- المدرسة البريطانية الدولية

- المدرسة الفلبينية العالمية (الرياض)
- مدارس قمم الحياة العالمية

## مدارس في مكة المكرمة
- دار العلوم الدينية

- مدرسة النجاح الليلية
- مدرسه الزهراء

- المدرسة الشرابية (مكة المكرمة)
- المدرسة الصولتية
- المدرسة الفخرية (مكة المكرمة)

## مدارس في جدة
- مدارس الثغر النموذجية.
- المدرسة الرشدية (جدة)

- دار الحنان (جدة)

### مدارس دولية
- المدرسة الباكستانية الدولية
- المدرسة الباكستانية الدولية الإنجليزية
- المدرسة البريطانية الدولية
- المدرسة الدولية الألمانية
- المدرسة الدولية الأمريكية
- المدرسة الفرنسية العالمية
- المدرسة الفلبينية العالمية
- المدرسة الهندية العالمية
- المدرسة اليابانية في جدة

- مدارس الآفاق العالمية
- مدرسة الفلاح الدولية
- مدرسة الموارد الدولية
- مدرسة النبلاء العالمية
- مدرسة الواحة العالمية
- مدرسة اليسر العالمية
- مدرسة بلادي العالمية
- مدرسة دوحة العلوم العالمية
- مدرسة زهرة الصحراء العالمية
- منارة جدة الدولية
- مدرسة اشبيليا العالمية

## مدارس في تبوك
- المدرسة البريطانية الدولية